# Pere Guardiola i Sala
Pere Guardiola i Sala   (1976) és un empresari i agent esportiu català, germà de l'entrenador de futbol Pep Guardiola. És president del Consell d'Administració del Girona Futbol Club d'ençà el 2020. Tant el Girona FC com el Manchester City Football Club són membres del conglomerat empresarial City Football Group.

## Biografia
Va ser jugador de futbol al Gimnàstic de Manresa durant 15 anys, i el 1997 va deixar-ho per començar la seva carrera professional a Nike. A la multinacional nord-americana va dur a terme diverses funcions, des de la captació de joves promeses, a liderar la relació de la companyia amb els jugadors del FC Barcelona, passant per la gestió de la logística d'icones com Ronaldo i Ronaldinho i convertint-se finalment en agent esportiu.
El 2009, Guardiola va fundar amb Jaume Roures l'agència de futbol Media Base Sports, de la qual se'n va desvincular el 2021. L'agència s'ha centrat a representar jugadors de la península ibèrica. Ha treballat com a representant dels jugadors Luis Suárez, Thiago Alcántara, i Andrés Iniesta. És considerat com un dels agents de futbol més poderosos.
El 2017, Pere Guardiola i el City Football Group van adquirir cadascun un 44,3% de les accions del Girona FC. El 2020, es queda amb el 16% de les accions i esdevé president del club. Ha combinat aquesta responsabilitat amb una posició a l'agència de futbol Sports Entertainment Group. Amb ell com a president del Consell d'Administració, (i Delfí Geli com a president executiu) el Girona va aconseguir l'ascens a la primera divisió de la Lliga.